# Niklaus Wirth
Niklaus E. Wirth (Winterthur, 15. veljače, 1934. – ?, 1. siječnja 2024.) bio je švicarski računalni znanstvenik, poznat po dizajniranju nekolicine programskih jezika, uključujući Pascal te po pionirskom radu u nekoliko klasičnih tema programskog inženjerstva. Godine 1984. dobio je Turingovu nagradu za razvijanje niza inovativnih računalnih jezika.

## Životopis
Rođen je u Winterthuru, Švicarska, 1934. 1959. diplomira elektroničko inženjerstvo na Švicarskom saveznom institutu za tehnologiju (ETH) u Zürichu. 1960. je stekao magisterij na Université Laval u Kanadi. 1963. doktorira na električnom inženjerstvu i računarstvu na Sveučilištu Kalifornije u Berkeleyu, pod mentorstvom pionira dizajna računala Harryja Huskeyja.
Od 1963. do 1967. je obnašao dužnost pomoćnog profesora računarstva na Sveučilištu Stanford, te potom opet na Sveučilištu u Zürichu. 1968. postaje profesor informatike na ETH u Zürichu, uz dvogodišnji sabatski dopust u Xerox PARC-u u Kaliforniji.
Umirovljen je 1999.

## Radovi
Wirth je bio glavni dizajner programskih jezika Euler, Algol W, Pascal, Modula, Modula-2 te Oberon. Bio je jedan od glavnih kotača u timu koji je dizajnirao i implementirao operacijske sustave Lilith i Oberon, te Lola sustav za dizajn i simulaciju digitalnog sklopovlja. Dobio je ACM Turingovu nagradu za razvoj tih jezika.
Njegov se članak Program Development by Stepwise Refinement  Arhivirana inačica izvorne stranice od 17. srpnja 2007. (Wayback Machine) o učenju programiranja smatra klasičnim tekstom programskog inženjerstva.
1975. je piše knjigu Algorithms + Data Structures = Programs koja je stekla široko priznanje a korisna je i dan danas.
Dizajnirao je jednostavni programski jezik PL/0 kako bi ilustrirao dizajn jezičnog procesora, i na kojem su zasnovani mnogi sveučilišni kolegiji o dizajniranju jezičnih procesora.
Godine 1955. je popularizirao izreku danas poznatu kao Wirthov zakon: Programska podrška se usporava brže nego što sklopovska podrška ubrzava", iako je u svojem papiru iz 1995. A Plea for Lean Software pripisuje Martinu Reiseru.

## Trivia
Philippe Kahn, istaknuti bežični i programski tehnologist i osnivač Borlanda, je studirao pod Wirthom pri ETH Zürich.

## Vanjske poveznice
- Biografija  Arhivirana inačica izvorne stranice od 6. veljače 2006. (Wayback Machine) pri ETH Zürich.
- Osobna web stranica  Arhivirana inačica izvorne stranice od 29. studenoga 2002. (Wayback Machine) pri ETH Zürich.
- Program Development by Stepwise Refinement  Arhivirana inačica izvorne stranice od 17. srpnja 2007. (Wayback Machine), Communications of the ACM, 14(4):221–227, April 1971.
- Pascal and its Successors papir Niklausa Wirtha – uključuje i kratku biografiju.
- Nekoliko riječi s Niklausom Wirthom
- Škola Niklausa Wirtha: Umjetnost jednostavnosti  Arhivirana inačica izvorne stranice od 3. ožujka 2007. (Wayback Machine), autori su László Böszörményi, Jürg Gutknecht, Gustav Pomberger (urednik). dpunkt.verlag / Morgan Kaufmann Publishers, 2000. ISBN 3-932588-85-1 / ISBN 1-55860-723-4.
- Knjiga o jeziku i operacijskom sustavu Oberon je sad dostupna besplatno kao PDF datoteka Project Oberon - The Design of an Operating System and Compiler  Arhivirana inačica izvorne stranice od 3. siječnja 2006. (Wayback Machine) PDF datoteka ima dodatak koji knjiga nema: Ten Years After: From Objects to Components.
- Knjiga Compiler Construction  Arhivirana inačica izvorne stranice od 3. siječnja 2006. (Wayback Machine)